# Antiquarium comunale del Celio
L'Antiquarium comunale del Celio era un museo archeologico di Roma.

## Storia
Il museo fu concepito dalla Commissione Archeologica Comunale per esporre i reperti rinvenuti negli scavi successivi alla proclamazione di Roma come capitale del Regno d'Italia nel 1870. L'edificio, sito sul Celio, fu progettato da Costantino Sneider secondo le indicazioni di Rodolfo Lanciani e completato nel 1890; fu inaugurato il 7 maggio 1894, inizialmente come semplice Magazzino archeologico.
Solo nel 1929 il magazzino fu riorganizzato come Antiquarium comunale di Roma, preposto ad accogliere i reperti che non potevano essere collocati nei Musei Capitolini. Nel 1939, tuttavia, il museo subì delle lesioni a causa dei lavori sotterranei per la realizzazione della nuova metropolitana (l'odierna linea B): ciò comportò l'abbandono del complesso ed il progressivo trasferimento dei reperti, sistemati in altri musei o in depositi.
L'accesso all'area è interdetto al pubblico e l'edificio da allora versa in stato di abbandono, visibile attraverso la vegetazione dalla sottostante via di San Gregorio (tracciata nel 1929 e chiamata via dei Trionfi durante il ventennio fascista).
In seguito sono stati elaborati progetti finalizzati al suo recupero, con conclusione prevista nel 2026.

## Galleria d'immagini

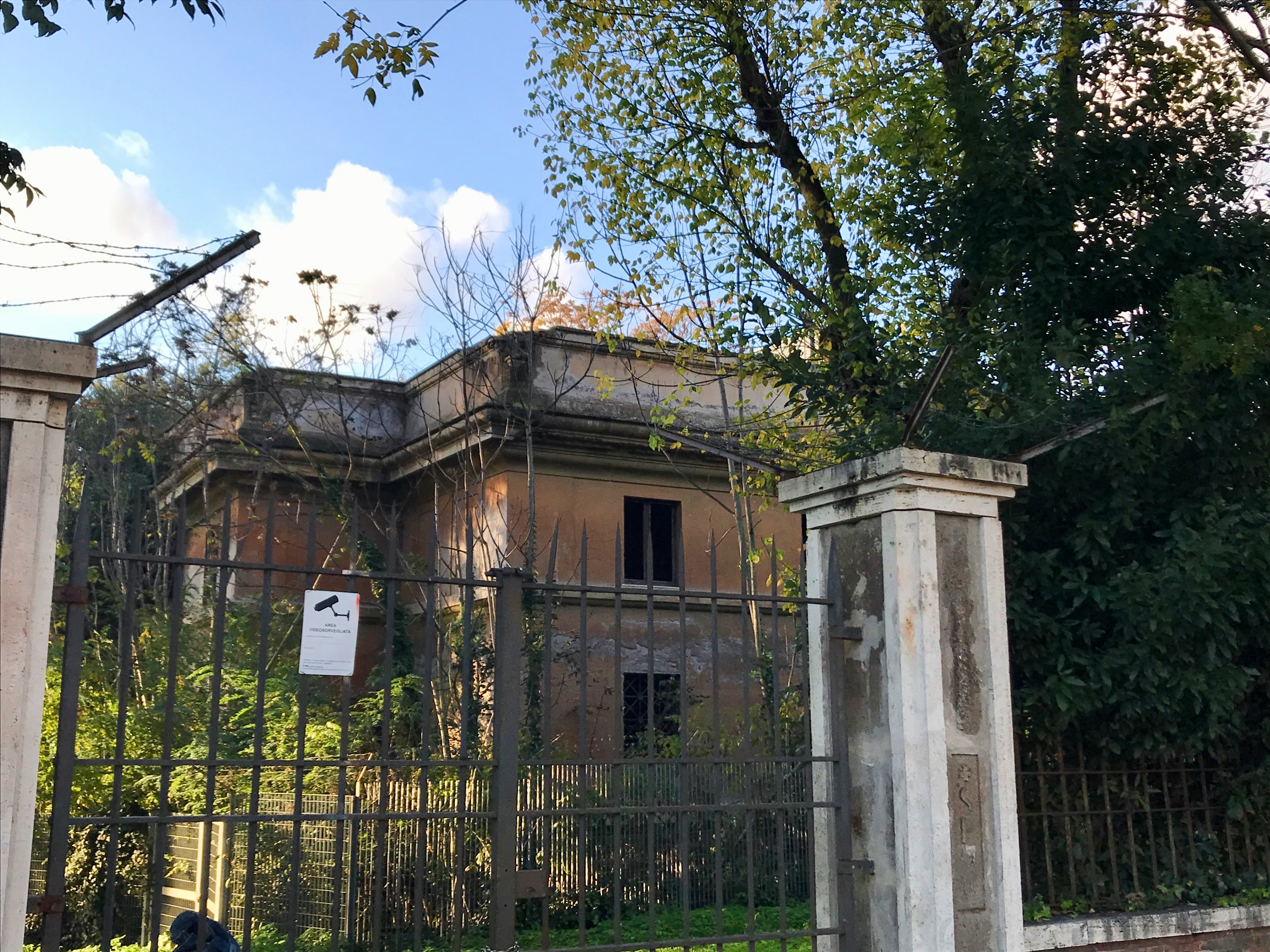
Vista dell'ex Antiquarium da viale del Parco del Celio
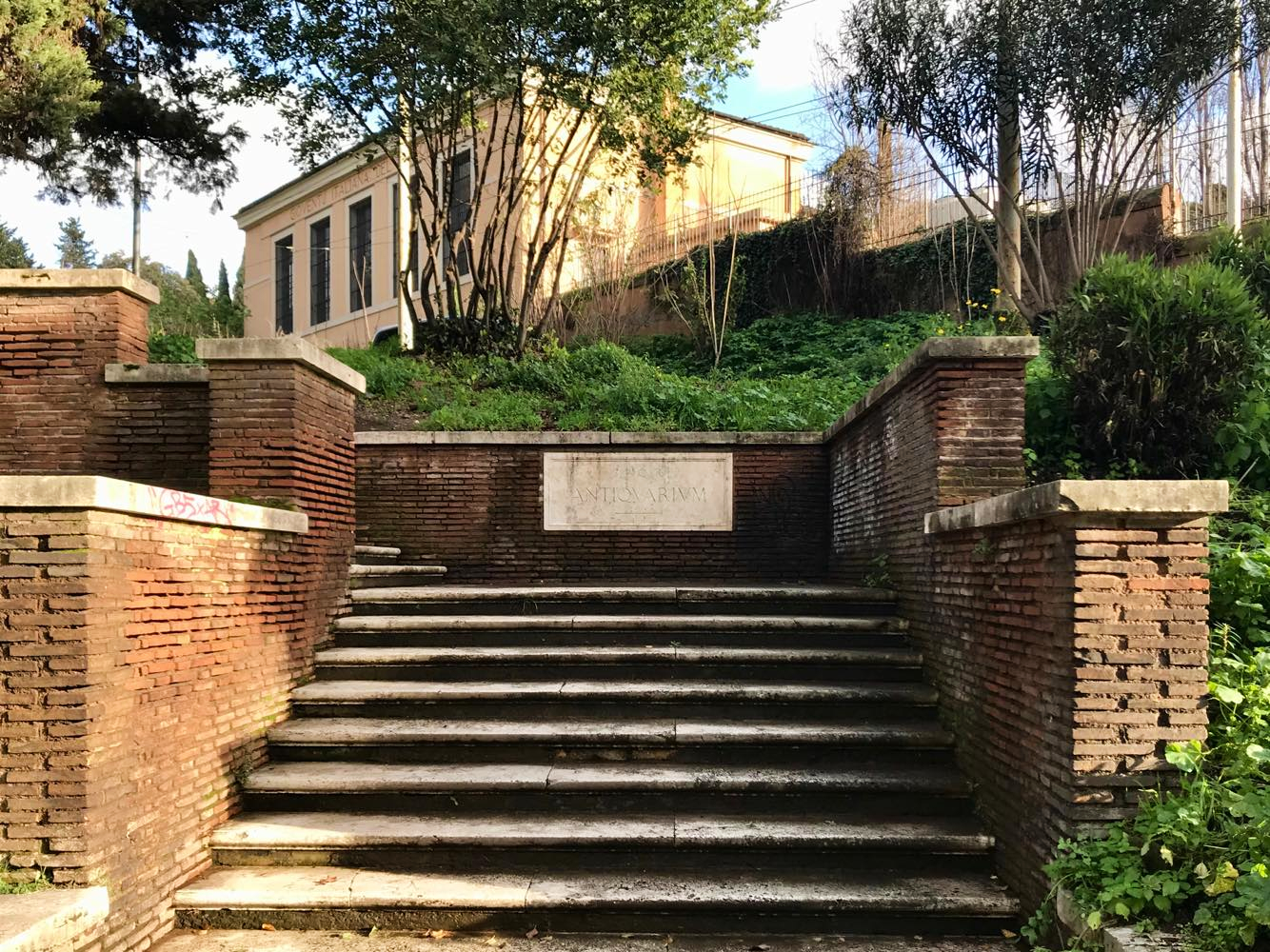
Targa con indicazioni per l'Antiquarium
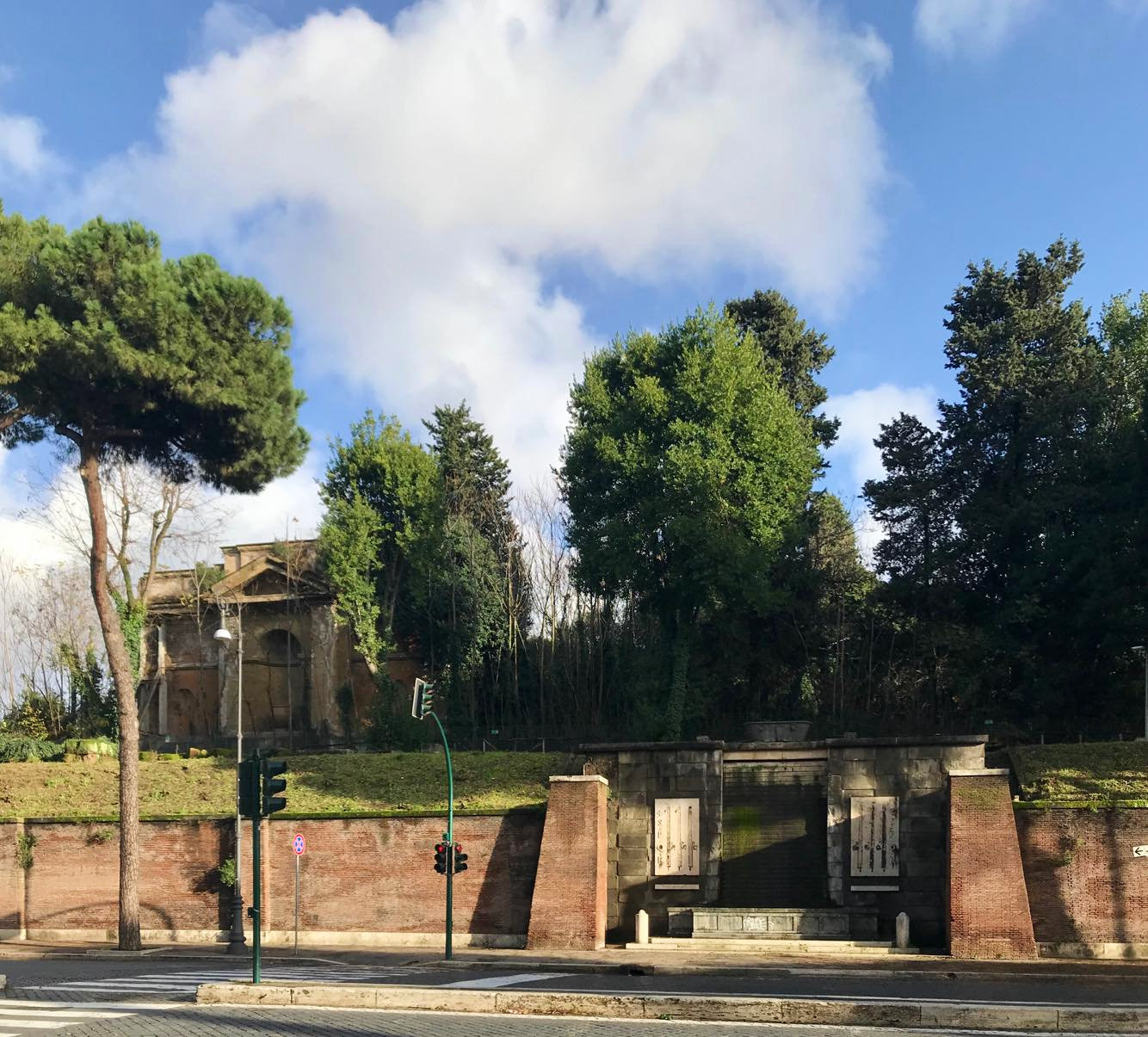
Vista dell'edificio, con la fontana di via di San Gregorio

## Collegamenti
È raggiungibile dalle stazioni Colosseo e Circo Massimo.
- | È raggiungibile dalla fermata Parco Celio | del tram 3 |